# Squat (lieu)
Pour les articles homonymes, voir Squat.
 (juin 2013).
Si vous disposez d'ouvrages ou d'articles de référence ou si vous connaissez des sites web de qualité traitant du thème abordé ici, merci de compléter l'article en donnant les références utiles à sa vérifiabilité et en les liant à la section « Notes et références ».

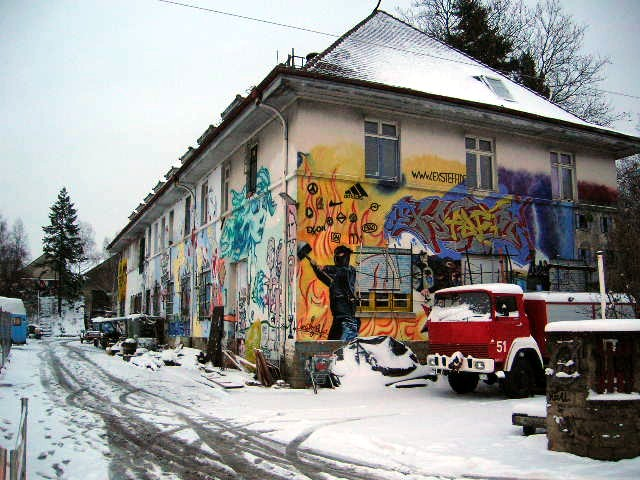
Un squat en Allemagne

Le squat (de l'anglais to squat) est un logement occupé par un collectif d'habitants sans égard pour les droits de propriété foncière. Juridiquement qualifié d'« occupation sans droit ni titre », le squat peut aller à l'encontre des droits des propriétaires lorsque ceux-ci ne souhaitent pas que le bâtiment soit habité sans loyer. Cependant, le squat est protégé par le droit du logement et peut se faire sans créer de conflit juridique.

## Origines
À partir du XVIIe siècle, le terme squat apparaît pour désigner les occupations illicites de terres par des paysans anglais, les Diggers. Le 1er avril 1649 aux alentours de Londres a lieu la première occupation connue, menée par Gerrard Winstanley. Au XIXe siècle, le groupe anarchiste des Pieds plats développe la pratique du 'déménagement à la cloche de bois', c'est-à-dire le fait de déménager sans avertir le propriétaire et en cessant de lui payer un loyer. Il s'agit là d'une des méthodes annonçant la pratique du squat.

## Diversité
Un squat peut héberger une personne seule comme plusieurs dizaines, dans un petit appartement de centre-ville, une friche industrielle de banlieue ou un site rural. Les conditions de vie peuvent y varier en fonction de l'état initial du site, des moyens et des motivations des occupants : jeunes fugueurs refusant d’intégrer un foyer, migrants, artistes sans atelier, truckers nomades, gens du voyage privés d’aires d’accueil, sans domicile fixe, militants de la cause libertaire, autonomes, personnes recherchant un espace de vie sociale ou communautaire.

## Espaces et collectivité
Pour une grande majorité de squatteurs, l’occupation s’inscrit dans un parcours résidentiel marqué par la précarité. C'est pourquoi beaucoup de squats prévoient un espace explicitement consacré à l'hébergement des gens de passage : le sleep'in[réf. nécessaire]. En outre, ceux-ci concilient souvent lieu d'habitation et espace d'activité : ils essaient de développer une gestion collective du quotidien, à travers la réhabilitation du lieu, l'organisation de rencontres et de débats, la création et la diffusion culturelle, la mise en place d'ateliers, et bien sûr l'information (via un infokiosque) et l'action politiques[réf. nécessaire]. Il existe aussi des squats qui hébergent des magasins gratuits, qu'on appelle couramment free-shops ou « zones de gratuité » (friperies, accès internet, etc.)[réf. nécessaire].

## Légalité

### Droit à la propriété
Le squat consistant dans l'occupation illégale d'un logement, le squat est donc nécessairement une atteinte au droit de propriété, consacré dans la Déclaration des Droits de l'Homme et du Citoyen de 1789.

### Cadre juridique (France)
En France, le cadre juridique varie selon le mode d'entrée :
- La plus fréquente[réf. nécessaire] : l'entrée sans voie de fait. Une porte ouverte, une fenêtre entrebâillée, voire une absence de portes rendent les bâtiments abandonnés à la pluie et au vent faciles à pénétrer aux sans-abris, en particulier lorsque l'hiver se montre.
- L'entrée par voie de fait (violences physiques ou effraction) est interdite, ainsi la loi du 24 juin 2015[4] (qui a remplacé l’article 226-4 du code pénal) considère qu'il s'agit d'un flagrant délit par « intrusion illégale ». Le flagrant délit peut également être considéré en cas de « maintien dans le domicile », s'il s'agit de l'occupation du domicile d'autrui, fait qui ne concerne qu'une partie des cas d'occupation sans titre ;
- dans les cas d'occupation du domicile d'autrui (extrêmement rare, pour ne pas dire inexistante), pour éviter que des personnes ne se voient dans l'impossibilité de rentrer dans leur logement, une procédure simplifiée a été créée en 2007 par la loi DALO[5] et prévoyait l'expulsion sans délai des occupants, tout en inscrivant l'occupation dans le cadre du droit pénal.
- dans le cas d'une location, l'échéance du contrat fait du locataire légal restant dans le logement un occupant sans droit. Cette situation n'entre pas dans le cadre des squats, qui sont des occupations sans titre. Le cadre juridique est donc tout fait différent.

Le droit évolue pour accentuer la répression des squatteurs et à faciliter les expulsions de locataires qui ne payent plus leur loyer ou ne souhaitent pas quitter le logement en 2020,, 2021 (loi sur la Sécurité globale) puis en 2022,,. Également, le 14 juin 2023, une proposition de loi adopté définitivement par le Parlement après un ultime vote au Sénat a pour objectif de sécuriser les bailleurs en cas d'impayés de loyers (en prévoyant dans les contrats de location, l'insertion systématique d'une clause de résiliation automatique en cas d'impayés de loyers) et de réprimer plus sévèrement le squat. Plus précisément, la répression plus sévère du squat passe par :
- le durcissement des sanctions en cas de squat d'un logement, en élevant les peine encourues du chef du délit de violation de domicile à trois ans de prison et 45 000 euros d'amende (contre un an de prison et 15 000 euros d’amende auparavant) ;
- l'extension du délit de la violation de domicile aux logements inoccupés contenant des meubles ;
- l'instauration, pour sanctionner le squat des locaux autres qu'un domicile, d'un  nouveau délit "d'occupation frauduleuse d’un local à usage d’habitation ou à usage commercial, agricole ou professionnel", qui sera réprimé de deux ans de prison et de 30 000 euros d'amende ;
- l'exonération de l'obligation d'entretien du propriétaire d'un logement squatté, sauf s'il s'agit d'un marchand de sommeil ;
- la répression des instigateurs de squats, c'est-à-dire ceux qui font croire qu’ils sont propriétaires des logements, à hauteur de trois ans de prison et de 45 000 euros d'amende ;
- la sanction relative à une amende de 3 750 euros d'amende concernant « la propagande ou la publicité » facilitant ou incitant les squats ;
- la pérennisation du dispositif expérimental de la loi dite « Elan » de 2018, qui offre aux propriétaires la possibilité de confier de façon momentanée des locaux vacants au bénéfice de l'insertion social ou du logement, dans l'attente d'une vente ou d'une réhabilitation[12].

## Motivations

### Nécessité habitative
L'occupation a souvent pour première cause des raisons pécuniaires : des individus, familles ou groupes de personnes cherchent un endroit où vivre, alors qu'ils ne peuvent pas payer de loyer[réf. nécessaire].
Depuis au moins l'apparition de la notion de propriété privée, l'occupation sans titre des biens ainsi protégés existe. En France, les occupations sans titre, appelées aujourd'hui "squats", peuvent être envisagées juridiquement depuis la Révolution française et l'accession à la propriété par tous les citoyens. Le terme "squat" apparait quant à lui en France après la Seconde Guerre mondiale. Pour protester contre les obstacles administratifs qui freinent la mise en œuvre de la loi de réquisition, ils procèdent à l'occupation de logements vides. Issu du Mouvement populaire des familles (mouvement laïc créé en 1942 qui a pour but d'améliorer la condition des ouvriers), lui-même proche de la Jeunesse ouvrière chrétienne (qui s'ancre à gauche dans le paysage politique belge), ce mouvement naît à Marseille avant de gagner d’autres villes de province[réf. nécessaire]. En cinq ans, quelque 5 000 familles sont ainsi relogées[réf. nécessaire]. Ces occupations s'accompagnent d'une campagne dans la presse, notamment catholique (Esprit), et d'une action militante qui sensibilise l'opinion publique à la question de la crise du logement.
Cet exemple montre clairement que les problématiques économiques et politiques ne sont, en dernière analyse, pas dissociables.

### Convictions politiques

Kraakteken, symbole du Mouvement européen des squatteurs.

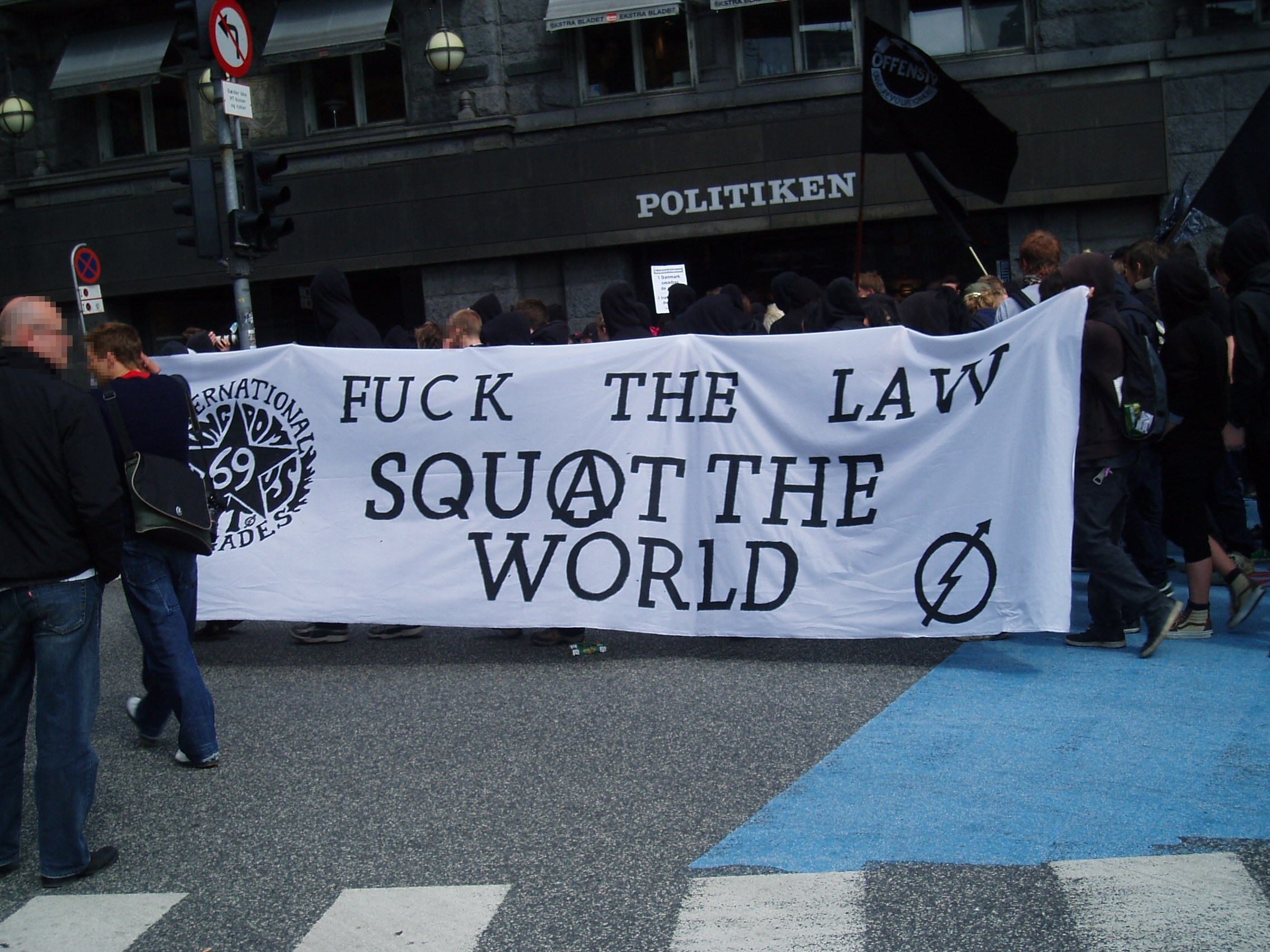
Une manifestation pro-squat à Copenhague.

Certains squatteurs sont proches de l'ultragauche, de l'anarchisme ou du mouvement autonome et mettent en pratique l'idée de refus de la propriété privée. Ils soutiennent qu'en abolissant le loyer et en permettant de partager les ressources et les frais, le squat peut réduire la dépendance à l'argent et permettre de se réapproprier son temps de vie.
Ils cherchent à expérimenter, dans un espace spécifique, des formes d'organisation sociale basées sur des valeurs d'usage pour le bien commun plutôt que sur le droit de la propriété privée et à promouvoir des alternatives culturelles et politiques par le biais de l'autogestion. L'ensemble des habitants se réunit aussi souvent qu'il est nécessaire, pour prendre et assumer collectivement les décisions engageant le fonctionnement ou le développement du lieu. Ce mode d'organisation a, selon ses partisans, l'avantage de ne pas favoriser l'apparition de leaders.
Enfin, dans les squats les plus stabilisés, on observe des systèmes d’entraide et de solidarité qui protègent les individus d’une trop grande vulnérabilité. Le squat peut ainsi jouer un rôle de soupape de sécurité, et accueillir des populations pour lesquelles il n'y a pas vraiment de place ailleurs. Par exemple, à l’image du bidonville des années 1970, il permet aux immigrés de fraîche date de bénéficier des apprentissages effectués par ceux qui les ont précédés.
Pour autant, des centres sociaux de droite, qui sont des squats d'inspiration néofasciste, peuvent aussi exister, bien que plus rares. On peut notamment relever le mouvement Casapound, originaire de Rome, ainsi que son homologue lyonnais plus récent, le Bastion social.

## Légalisation et pérennité

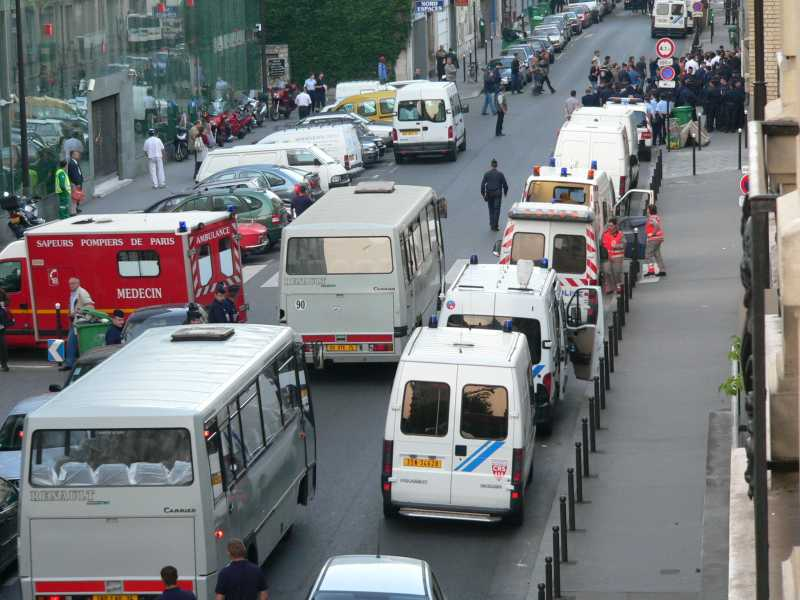
Expulsion du squat Montsouris à Paris dans le XIVe le 2 septembre 2005.

Les squats, et tous les phénomènes d'occupations sans titre, tendent à s'étendre durant les périodes de durcissement des conditions d'accès à un logement, alors que subsistent des logements vacants. Des villes comme Barcelone comptent chacune près d'une centaine de squats, en renouvellement permanent. En France, malgré l'existence depuis le 11 octobre 1945 d'une loi dite de réquisition des logements vides (qui visait à régulariser les squats de fait consécutifs à la crise du logement de l'après-guerre) et la loi Besson de 1990, l'occupation reste illicite. L'article 30 ter du projet de loi d'accélération et simplification de l’action publique (ASAP), en débat à l'assemblée en octobre 2020, tend à pénaliser toute occupation sans titre d'un "domicile, qu'il s'agisse ou non de la résidence principale du propriétaire". Cet article tend à faire sortir du cadre du Code civil, pour l'inscrire dans le Code pénal, une grande partie des cas d'occupations sans titre, mais reste flou quant à la notion de domicile et de propriété.
La question de la légalisation d'une occupation sans titre peut être posée aux occupants, quand leur occupation s'inscrit dans le cadre des politiques urbaines de mixité sociale. À ce titre, de nombreuses opinions peuvent être avancées. Les solutions de légalisation proposées étant aussi variables que les cas d'occupation, une liste non exhaustive de cas pourraient être présentés, dont :
- Les partisans de la légalisation, qui veulent négocier le droit d'occuper les lieux à long terme. Comme, en France, certains squats d'artistes ou même politique (comme les Tanneries à Dijon), ils négocient avec les pouvoirs publics en faisant valoir les bénéfices culturels et politiques de leur présence dans le quartier ou obtiennent parfois leur légalisation à l'issue d'un rapport de force (manifestations, occupation de mairie, etc.). C'est une solution parfois viable, puisqu'aux Pays-Bas ou en Italie (centres sociaux), de nombreux squats ont été ainsi légalisés, perdant de fait leur statut de squat et devenant des occupations légales.
- Les partisans de l'illégalisme, qui sont dans une logique de confrontation avec l'autorité et refusent toute négociation. Ils considèrent que les squats légalisés et leurs habitants participent à la répression contre les autres squats, moins « acceptables » et de fait moins acceptés par les pouvoirs en place (squats politiques, de « sans-papiers », de « pauvres » en général, etc.).
- Des mouvements autonomes comme le comité des mal-logés utilisent le squat, notamment de logements sociaux de type HLM, comme moyen d'action directe et comme revendication durant une dizaine d'années à partir de 1986 sur Paris et sa banlieue[14].
- De nombreuses autres nuances peuvent apparaître. Si la légalisation d'un lieu peut être proposée, il peut s'agir, comme dans le cas des Tanneries de Dijon, d'une proposition de délocalisation, qui s'apparente à un relogement forcé[15]. L'impact sur le quartier ciblé et l'abandon d'un lieu réaménagé et entretenu depuis, souvent, plusieurs années, peut ainsi engendrer des formes d'opposition à une légalisation souvent contrainte.

À Bruxelles, de nombreux squats dits légaux se font sans causer de conflits juridiques. De tels squats acceptés par le droit officiel existent un peu partout,,,. Déjà en 1946, le Mouvement populaire des familles appelait à fonder des squats de préférence sans créer de conflit juridique.

## Particularismes locaux

### En Allemagne
En 1971, des occupations sont pratiquées à partir du second semestre. C'est dans ce climat que la première opération de squat intervint à Francfort, menée avec des familles italiennes à l'automne 1971. A Francfort, d'octobre 1971 à juillet 1972, dix opérations de squat on lieu.
Après la chute du mur de Berlin, la ville devient l’eldorado des squatteurs, notamment artistes. Cette ruée des jeunes européens vers les grandes surfaces abandonnées à l’Est va familiariser toute une génération d’artistes à des modes d’occupation de l’espace public qu’ils ont ensuite mis en œuvre de retour chez eux,.

## Squats notables

### Allemagne
- Rote Flora (Hambourg)
- Köpi (Berlin)
- Tacheles (Berlin)
- Yorck59 (Berlin)

### Belgique
- Centre social anarchiste (Bruxelles)[réf. nécessaire]
- Le zoo (Bruxelles)[réf. nécessaire]

### Danemark
- Christiania (Copenhague)
- Ungdomshuset (Copenhague)

### Espagne
- Can Masdeu (Collserola)
- Kasa de la Muntanya (Barcelone)[réf. nécessaire]
- La 13-14 (Madrid)[réf. nécessaire]
- L'Horta (Valence)[réf. nécessaire]
- Eskalera Karakola (Madrid)

### France
- L'Attiéké (Saint-Denis)[réf. nécessaire]
- Espace autogéré des Tanneries (Dijon)
- Transfo (Bagnolet)[réf. nécessaire]
- Les Vignoles (Paris)
- la ZAD de Roybon
- le Squat Saint-Just (Marseille)

### Grèce
- Themistokleous 58 (Athènes)[réf. nécessaire]

### 

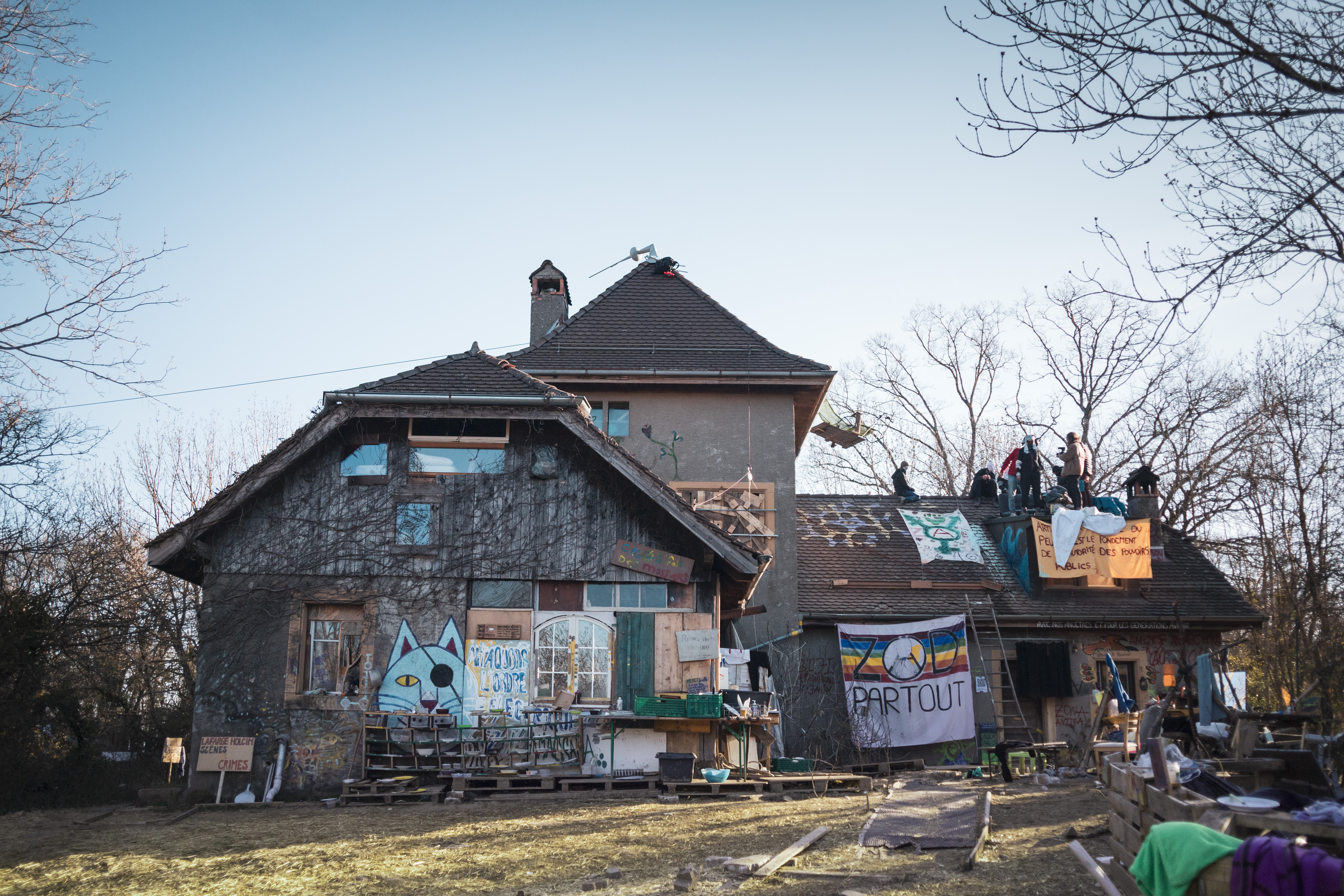
ZAD de la colline du Mormont (2020-2021).

### Italie
- Forte Prenestino (Rome)
- L38 Squat (Rome)

### Moldavie
- Centro 73 (Chișinău)

### Pays-Bas
- Joe's Garage (Amsterdam)

### Suisse
- RHINO (Genève)
- Porteous (Genève)[réf. nécessaire]
- FMR (Vevey)[réf. nécessaire]
- La Bourdache (Lausanne)[réf. nécessaire]
- La Prise (Neuchâtel)[réf. nécessaire]
- L'amar (Neuchâtel)[réf. nécessaire]
- La Cantine (Delémont)[réf. nécessaire]
- La BAZ (Sainte-Croix)[réf. nécessaire]
- La BIU (Bienne)[réf. nécessaire]
- Malagnou (Genève)[réf. nécessaire]
- La Spyre (Pully)[réf. nécessaire]
- Il Molino (Lugano)[réf. nécessaire]
- Kulturzentrum Bremgarten (Bremgarten)
- Porno Diesel (Lausanne)[25]

### Vidéographie
- Philippe Roziès, Lutter... ici et maintenant, LCP - Assemblée nationale, KUIV productions, 2013, 60 minutes, (voir en ligne).